# Вторая мировая (игра)
«Вторая мировая» — военная игра, разработанная и выпущенная российской компанией «1С». Выпуск русскоязычной версии состоялся 28 октября 2006 года, релиз европейской версии под названием «Theatre of War» — 19 апреля 2007 года (издатель в Европе — компания Battlefront.com). 22 июня 2007 года вышло «Вторая мировая. Издание второе», в котором была представлена одна новая кампания «Битва за Москву» и кардинально пересмотрена система учёта поражений единиц боевой техники. Изменения в игровом процессе оказались настолько значительными, что сам программный продукт был переклассифицирован разработчиками со «стратегии реального времени» на «военную игру».
Игра отображает боевые действия, происходившие в Европе с 1939 по 1945 годы, начиная с нападения Германии на Польшу и заканчивая капитуляцией Германии.

## Цель игры
Игрок выступает в роли командира общевойскового подразделения, численностью от пехотного отделения до роты (в некоторых сценариях пехота не предусмотрена). В дополнение к пехоте игроку могут придаваться средства качественного усиления боевой мощи или тактической подвижности вверенного ему подразделения: бронетранспортёры, танки, самоходно-артиллерийские установки (САУ), зенитные самоходные установки (ЗСУ), буксируемые орудия (используемые практически всегда как противотанковые), автомобили. В зависимости от поставленной задачи, выбор этих средств ограничен замыслом разработчика сценария: в наступлении чаще всего можно задействовать танки и САУ, в обороне больший акцент смещается в сторону буксируемых орудий, хотя иногда дозволяется укомплектоваться и бронетанковой техникой. Существует максимальное ограничение на количество и качество техники, которую можно задействовать в данном бою, но полностью дозволены любые перемещения членов экипажа, расчёта и пехотинцев между собой. Например, игроку выделено 150 очков на укомплектовку подразделения бронетехникой. За это количество очков невозможно взять имеющийся в наличии средний танк Т-34 с опытным экипажем, но есть возможность задействовать лёгкий танк Т-70 с неопытными танкистами. В такой ситуации выбором будет Т-70 и пересадка в него части опытных танкистов из Т-34.
После выбора техники и солдат игроку разъясняются боевые задачи (которые могут в дальнейшем меняться по ходу игры), наиболее типовыми из которых являются захват или удержание определённого пункта на карте, типовые маршруты своих и вражеских сил. Цель игрока — выполнить эти задачи с наименее возможными потерями. Минимизация потерь, как и в реальном бою, достигается путём тщательного использования рельефа местности, знания слабых и сильных сторон своей техники и техники противника, грамотным тактическим использованием всех боевых единиц. Например, шанс поразить в лоб «Пантеру» из Т-70 практически нулевой, однако, используя складки местности или дома в качестве укрытий, вполне возможно подпустить «Пантеру» на близкое расстояние (не обнаруживая себя преждевременным ведением огня) и поразить её выстрелом из Т-70 в борт подкалиберным снарядом. Все эти приказы вполне реализуются механизмом игры. Также по ходу боя изменяется моральное состояние солдат — уничтожение своего танка, гибель командира или даже близкое присутствие врага может привести к панике и бегству даже при наличии адекватных средств противодействия противнику. Однако присутствие рядом командира или солдата с медалью или орденом повышает боевой дух, что позволяет повысить шанс на выигрыш в том или ином огневом поединке. Также по ходу боя (если это предусмотрено разработчиком сценария) можно вызывать штурмовую авиацию, артиллерийские и миномётные удары по заданной области, истребители для противодействия вражеским штурмовикам.
После боя уцелевшим солдатам начисляются очки опыта, которые можно потратить на усовершенствование владения навыками «лидерство», «водитель», «наводчик», «разведчик», на награждение медалями и орденами и повышение в звании. Два последних действия воздействуют только на навык «лидерство» (то есть боевой дух бойца и окружающих его товарищей). Владение прочими навыками имеет первостепенное значение в бою: при отсутствии навыка «водитель» боец просто не сможет вести танк или автомобиль, при отсутствии навыка «наводчик» он не сумеет стрелять из танковых и самоходных пушек (с одним важным исключением — стрелять из любых буксируемых орудий может самый неопытный солдат). При повышении навыка добавляются важные способности — так, при высоком уровне водительского мастерства солдат сможет управлять незнакомой ему трофейной техникой, при высоком уровне навыка «наводчик» — стрелять из трофейных танков или из своих с ходу. Навык «разведчик» напрямую влияет на вероятность обнаружения бойца противником и на меткость его стрельбы из снайперской винтовки. Также имеется две характеристики солдата, не управляемые напрямую игроком. Одна из них — интеллект — вообще фиксирована и определяет боевой опыт, полученный бойцом после завершения боя, в котором он выжил. Вторая — меткость — относится к стрельбе из пулемёта, обычной или штурмовой винтовки, пистолета-пулемёта. Чем выше меткость, тем больше у бойца шанс попасть в цель и эта характеристика при меткой стрельбе растёт независимо от игрока прямо по ходу боя. В одиночных сценариях работа с личным составом не играет роли, тогда как в кампаниях, когда выживший личный состав переходит из одного боя в другой этот аспект является необходимым условием победы во всей кампании. В связи с этим возникает стратегический вопрос, что лучше для игрока — подготовить побольше крепких «середнячков» в навыках или развивать небольшую элитную группу солдат. Поскольку навыки никак не влияют на выживание солдата при попадании в него осколка или пули, то потеря даже опытного бойца в игре является обычным делом, которое к тому же крайне негативно влияет на боевой дух остальных солдат. Замена погибшего элитного бойца в высоком звании также проблематична по сравнению с большой группой «середнячков».

## Особенности игры
Сражения ведутся в реальном времени с возможностью отдачи приказов в режиме паузы (режим тактической паузы), есть возможность ускорения или замедления темпа игры. Актуальное на ноябрь 2007 года второе издание игры включает в себя шесть исторических кампаний за СССР (одна оригинальная и одна дополнительная — Битва за Москву), нацистская Германия, Польшу, Францию (1940 год) и западных союзников (попеременно США и Великобритания). В шести кампаниях свыше 40 исторических битв, основанных на сражениях Второй мировой, несколько одиночных сражений и 4 обучающих сценария. Сражения происходят в разное время года, в различных погодных условиях. Некоторые миссии пытаются воспроизвести конкретные боевые эпизоды с участием знаменитых исторических личностей, например, атаку Михаэля Виттмана на английскую колонну бронетехники по ходу высадки союзников в Нормандии.

## Сообщество игроков
Игра имеет свой собственный официальный сайт в Интернете. Помимо стандартных для такого рода вещей возможностей загрузки патчей и обновлений, ответов на часто задаваемые вопросы по инсталляции и устранению ошибок, издатель игры и её разработчики проделали достаточно большую работу по формированию сообщества приверженцев их программного продукта. На сайте периодически выкладываются военно-исторические материалы, поздравления с профессиональными праздниками военных специалистов, лучшие новые сценарии, созданные игроками. Военно-историческую рубрику на сайте ведёт Михаил Николаевич Свирин, известный военный историк и автор многочисленных книг и статей про бронетехнику, артиллерию и события Второй мировой войны. На форуме игры ему можно задать вопросы на военно-историческую тематику. Разработчики в своём коллективном блоге делятся некоторыми секретами создания игры и анонсируют будущие планы по её развитию. Также разработчиками проводились конкурсы среди игроков на лучшие «обои для экрана» и угадывание темы будущего второго дополнения; призом для победителей стали диски с игровыми программами фирмы 1С.

## Критика
| Сводный рейтинг | Сводный рейтинг |
| Агрегатор       | Оценка          |
| --------------- | --------------- |
| GameRankings    | 67,79 %         |

По результатам сразу нескольких рецензий в игровых журналах и на игровых сайтах было отмечено резкое превалирование ИИ в точности огня и маневрировании, что для неподготовленного игрока может стать причиной неприятия игры. Усугубляет ситуацию определённое стремление разработчиков к созданию трудностей для игрока путём скудного выделения ему единиц боевой техники: в условиях декларируемого и достаточно неплохого приближения к реальному бою в наступлении в игре также необходимо иметь в три раза больше сил, чем обороняющаяся сторона, что выполняется очень редко. Тем не менее, практически все обозреватели сходятся в том, что «Вторая мировая» — нишевый продукт и для игроков, которым интересна история и тактика общевойскового боя, углы наклона брони и её пробиваемость различными видами снарядов, она является естественным выбором. Тщательное планирование боя, учёт особенностей техники, подбор личного состава позволяют пройти все кампании игры. Вполне естественно, что традиционно для такого игр возникают вопросы об адекватности представления того или иного представителя бронетехники или артиллерии, но на официальном форуме игры наиболее обсуждаемыми являются темы, связанные с историей того или иного события или образца бронетехники. Сообщения о неадекватности бронирования или вооружения там также присутствуют, но многие претензии были сняты с выходом второго издания игры, разработчики внимательно прислушиваются к конструктивной критике и консультируются у известного военного историка М. Н. Свирина.
Мало уделено внимания ценам юнитов. Нет никакой системы. Например, немецкая полубронированная САУ Wespe стоит дороже, чем Brumbar с лучшей пушкой и толстой бронёй. Практически одинаковые (по броне и вооружению) французские пехотные танки R-35 и H-35 различаются по цене в 1,5 раза, причем более медленный R-35 стоит дороже.